# Templo de Washington D. C.
El Templo de Washington, D. C. es uno de los templos construidos y operados por la Iglesia de Jesucristo de los Santos de los Últimos Días, el número 18 construido por la iglesia y el primer templo construido al este del río Misisipi por más de 100 años desde que se incendió el templo de Kirtland en 1848. El templo de Washington está ubicado a menos de 20 kilómetros del Capitolio de los Estados Unidos en Kensington, un suburbio de menos de 2000 habitantes del Condado de Montgomery. Elevándose a una altura de 288 pies (87,8 m), el Templo de Washington D. C. es el templo más alto de la iglesia.

## Historia
La iglesia construyó la mayoría de sus templos en el Oeste de Estados Unidos, principalmente por la gran migración de sus conversos a Nauvoo y luego al territorio de Utah con los pioneros mormones. Luego de abandonar el templo de Nauvoo, la iglesia no construyó templos en el Este del país. La marea de conversos migrando al Oeste acabó poco después de 1914 cuando el entonces presidente de la iglesia Joseph F. Smith viajó por el mundo pidiendo a sus conversos que permanecieran en sus ciudades y edificaran la iglesia localmente. Este cambio permitió que la iglesia creciera de manera más consistente en el Este estadounidense en particular en los suburbios de Washington D. C. El templo de la capital estadounidense es el primer templo de la iglesia desde Nauvoo en ubicarse en el Este de Estados Unidos. A mediados de los años 1950 no hubo proceso formal para solicitar un templo SUD, por lo que miembros del Cuórum de los Doce Apóstoles, incluidos Hugh B. Brown liderizaron sus propios intentos de conseguir un terreno para un templo en Nueva Inglaterra. Reportando a David O. McKay sobre sus intentos en 1961, McKay respondió que no era incumbencia de los involucrados tomar esas decisiones de este tipo. Luego de varios intentos por diferentes ángulos, la Primera Presidencia aprobó la compra del terreno del templo a fines de 1962.

## Diseño
El templo de Washington D. C. fue diseñado por el arquitecto Keith W. Wilcox, con un diseño moderno de seis agujas basado en el formato del Templo de Salt Lake City, con las tres torres al este que representan el sacerdocio de Melquisedec, y las tres torres en el ala oeste en representación del Sacerdocio aarónico. En este templo, las seis torres se encuentran en diferentes alturas, lo que le da al templo un aspecto ligeramente diferente al caminar en su derredor. El ser diseñado como hermana del templo de Salt Lake City le daría fácil reconocimiento como un templo de la Iglesia SUD. La torre central oriental alcanza una altura de 88 m, la más alta de todos los templos construidos por la iglesia. El templo tiene una superficie total de 15.000 m2, lo que lo convierte en el tercero más grande de la iglesia. 
Igual que el templo de Salt Lake City, el templo en Washington D. C. fue dotado de un salón de asambleas del sacerdocio. El templo incluye seis salones de ordenanzas y catorce altares para sellamientos matrinomiales. La estatua de Moroni sobre el templo en lo alto de la torre más alta, mide 5,5 m de altura y pesa 2 toneladas. Es el tercer templo en recibir la estatua, seguido del templo de Salt Lake City y el Templo de Los Ángeles (California). Las paredes exteriores están cubiertas de mármol blanco de Alabama y las agujas están recubiertas de oro de 24 quilates. Hay dos grandes vidrieras en las agujas del este y del oeste. Aunque parece que no hay otras ventanas, el mármol se afeitó a un grosor de 0,625 pulgadas (1,6 cm) de espesor sobre las aberturas de las ventanas, lo suficientemente delgado como para ser traslúcido desde su interior. Aunque carece del simbolismo exterior del templo de Salt Lake City con sus piedras representativas del sol, la luna, las estrellas, la tierra, la osa mayor, etc. estos se encuentran presentes de manera discreta en las puertas del templo.

### Puertas
Las puertas del templo de Washington D. C. constan ocho símbolos distintos moldeados en bronce por el escultor Franz Johansen. En el lado izquierdo, de abajo hacia arriba, se ubica una estrella de vidrio, luego un planeta, después círculos concéntricos que representan la eternidad y el cuarto es un sol completo con una cara. En el lado derecho, de abajo hacia arriba: la Osa Mayor junto a la estrella polar, la tierra de vidrio en segundo lugar, siete pentágonos concéntricos que representan las siete dispensaciones y en cuarto lugar la luna.

## Construcción
Los planes para la construcción del templo en Washington D. C., fueron anunciados por la Primera Presidencia de la iglesia SUD el 15 de noviembre de 1968. Tras el anuncio público, la iglesia en ese país decidió construir el templo religioso en un terreno que la iglesia ya había comprado sobre una colina en 1962 y la ceremonia de la primera palada tuvo lugar 22 días después del anuncio oficial, el 7 de diciembre de 1968. Fue el segundo templo con el menor tiempo entre el anuncio oficial y la primera palada. 
De más de 20 hectáreas de terreno, se construyeron cerca de 10 hectáreas, el resto de la colina se dejó con su naturaleza original para darle un aspecto remoto al templo y sus alrededores. El diseño arquitectónico del templo está basado en el diseño del templo de Salt Lake City, con seis torres sobre los cuales están seis largos pináculos. 
La estatua del ángel Moroni está situada sobre la torre más alta, mide 5.5 metros y pesa 1.8 toneladas. La estatua es diseño de Avard Fairbanks y fundida en Italia. Una característica peculiar del templo de Washington D. C. que la distingue de otros templos SUD es que no tiene ventanas, pese a que desde el interior el mármol es traslúcido. El templo consta de siete pisos del en representación de los seis días de la creación y el día de reposo.
El templo de Washington D. C. incluye relieves simbólicos del sol, similar a los cosntruidos en el templo de Salt Lake City. El sol se ha utilizado como símbolo en los templos SUD desde el templo de Navuoo. El significado del sol varía según cómo se use en cada templo en particular. A veces, el símbolo puede tener múltiples significados en un templo dado, lo que agrega una rica profundidad de simbolismo. En el templo de Washington D. C. fue un detalle sobre la puerta de metal del solar. Este sol simbólico es una combinación las piedras solares tanto del Templo de Nauvoo como del Templo de Salt Lake. La forma redonda de los soles del Templo de Salt Lake City se combina con la cara del sol en el templo de Nauvoo. El sol también parece ser saliente.

## Dedicación
El templo SUD de Washington D. C. fue dedicado para sus actividades eclesiásticas en diez sesiones, el 19 de noviembre de 1974, por el entonces presidente de la iglesia Spencer W. Kimball. Con anterioridad a ello, la iglesia permitió un recorrido público del interior y las instalaciones del templo desde el 9 de agosto al 6 de septiembre del mismo año, al que asistieron unos 758.000 visitantes, incluyendo Betty Ford, esposa del entonces presidente estadounidense Gerald Ford. Unos 40.000 miembros de la iglesia e invitados asistieron a la ceremonia de dedicación, que incluye una oración dedicatoria.

## Características
El Templo de Wahington D. C. es uno de cinco templos con una estatua del ángel Moroni que sostiene las planchas de oro que en la tradición SUD es la fuente del Libro de Mormón.